# Ван Їбо
Ван Їбо (кит.: 王一博, нар. 5 серпня 1997, пров. Хенань, Китай) — актор, співак, танцюрист з Китаю.

## Дитинство
Народився року в Лояні, провінція Хенань, Китай. З дитячих років хлопчик навчався танцювати. Під час навчання в старшій школі він став учасником танцювального конкурсу IBD і зайняв шістнадцяте місце в категорії хіп-хоп. Хлопець привернув до себе увагу представників агентства Yuehua Entertainment, яка підписала з ним контракт і Ван Їбо став в ньому стажистом.

## Початок кар'єри
У 2014 році Їбо дебютував у спільному південнокорейсько-китайському гурті Uniq із піснею «Falling in Love». Він та інші чотири учасники гурту стажувалися в співі й танцях разом майже чотири роки до офіційного дебюту. Ван Їбо — наймолодший учасник гурту, в рамках нього він також танцює і читає реп. На додаток до своєї музичної діяльності з UNIQ, хлопець регулярно бере участь у різних ток-шоу.
Продюсерами агентства було прийнято рішення спробувати Їбо в акторстві. Одним з його перших фільмів стала комедія режисера Чан Тхе Ю «Партнери з MBA», яка вийшла на екрани у 2016 році. Трохи пізніше він знявся в третій частині китайської фентезі-епопеї «Китайська одіссея 3». На рахунку молодого актора кілька робіт і в телевізійних серіалах, таких як: романтичний комедійний серіал «Реальна любов» (2017) і романтичний шкільний серіал «Коли ми були молоді» (2017). З 2016 року він був ведучим естрадної програми Day Day Up.
Ван Їбо у 2018 році взяв участь в озвучуванні повнометражного мультиплікаційного фільму «Кришталеве небо вчорашнього дня» режисера Сі Чао. Мультфільм розповідає про старшокласника, який погано вчиться, проте заради того, щоб завоювати серце найвродливішої й розумної дівчинки в класі він вирішує змінити себе.
У 2018 році Ван Їбо був запрошений стати наставником танцю в реаліті-шоу на виживання Produce 101. В кінці року Їбо знявся у спортивній романтичній дорамі «Атакуючи твоє серце», показ якої почався у 2019 році.
У 2019 взяв участь в романтичній комедії «Несподівана любов». Потім знявся у провідній ролі разом з Сяо Чжань в фентезійному пригодницькому романтичному серіалі «Невгамовний: Повелитель Ченьцін».
У наступному, 2020 року Ван Їбо знявся в історичній пригодницької дорамі «Легенда про Фей» і фантастичному серіалі «Мій дивний друг».

## Нагороди й номінації
| Рік  | Нагорода                                                                          | Категорія                                | Номінант / робота               | Результат | Прим.      |
| ---- | --------------------------------------------------------------------------------- | ---------------------------------------- | ------------------------------- | --------- | ---------- |
| 2017 | Top Chinese Music Awards                                                          | Best New Idol                            | Wang Yibo                       | Перемога  | [ 2 ]      |
| 2017 | Asian Influence Awards Ceremony                                                   | Best New Actor                           | Wang Yibo                       | Перемога  | [ 3 ]      |
| 2017 | Weibo TV Online Video Awards Ceremony                                             | New Artist of the Year                   | Wang Yibo                       | Перемога  | [ 4 ]      |
| 2017 | ifeng Fashion Choice                                                              | Most Popular New Actor                   | Wang Yibo                       | Перемога  | [ 5 ]      |
| 2017 | Sina Best Taste                                                                   | New Artist of the Year                   | Wang Yibo                       | Перемога  | [ 6 ]      |
| 2018 | QQ Interest Blog Appreciation Night                                               | Male Artist of the Year                  | Wang Yibo                       | Перемога  | [ 7 ]      |
| 2019 | Golden Tower Award                                                                | Most Popular Actor                       | The Untamed, Gank Your Heart    | Номінація | [ 8 ]      |
| 2019 | Golden Bud — The Fourth Network Film And Television Festival                      | Best Actor                               | The Untamed, Gank Your Heart    | Номінація |            |
| 2019 | Weibo TV Series Awards                                                            | Most Popular Actor                       | The Untamed, Gank Your Heart    | Номінація | [ 9 ]      |
| 2019 | 6th Hengdian Film and TV Festival of China                                        | Tourism Ambassador                       | Wang Yibo                       | Перемога  | [ 10 ]     |
| 2019 | Tencent Music Entertainment Awards                                                | Song of the Year                         | «Unrestrained» (with Xiao Zhan) | Перемога  | [ 11 ]     |
| 2019 | Tencent Music Entertainment Awards                                                | Model Reading Public Welfare Artist      | Wang Yibo                       | Перемога  | [ 12 ]     |
| 2019 | GQ 2019 Men of the Year                                                           | Breakthrough Actor of the Year           | The Untamed                     | Перемога  | [ 13 ]     |
| 2019 | 26th Huading Awards                                                               | Best Newcomer                            | The Untamed                     | Номінація | [ 14 ]     |
| 2019 | 26th Huading Awards                                                               | Top Ten Favorite Actors                  | The Untamed                     | Перемога  | [ 15 ]     |
| 2019 | 2nd Cultural and Entertainment Industry Congress                                  | Breakthrough Actor (Drama)               | The Untamed                     | Номінація | [ 16 ]     |
| 2019 | 2nd Cultural and Entertainment Industry Congress                                  | Best Couple (with Xiao Zhan)             | The Untamed                     | Номінація | [ 16 ]     |
| 2019 | Sina The Most Beautiful Performance                                               | Outstanding Actor of the Year            | The Untamed                     | Номінація | [ 17 ]     |
| 2019 | China Golden Rooster and Hundred Flowers Film Festival (1st Network Drama Awards) | Most Popular Actor                       | The Untamed                     | Перемога  | [ 18 ]     |
| 2019 | Baidu Fudian Awards                                                               | Hot Star Award                           | Wang Yibo                       | Перемога  | [ 19 ]     |
| 2019 | Sina Film & TV Awards                                                             | Most Popular Variety Male Artist         | Wang Yibo                       | Перемога  | [ 20 ]     |
| 2019 | Sports Star Power Awards                                                          | Best Cross-over Influence                | Wang Yibo                       | Перемога  | [ 21 ]     |
| 2019 | Tencent Video All Star Awards                                                     | Idol of the Year                         | Wang Yibo                       | Перемога  | [ 22 ]     |
| 2019 | Tencent Video All Star Awards                                                     | VIP Star                                 | Wang Yibo                       | Перемога  | [ 23 ]     |
| 2019 | Tencent Video All Star Awards                                                     | Popular TV Actor of the Year             | The Untamed                     | Перемога  | [ 23 ]     |
| 2019 | Netease Cloud Music                                                               | Idol of the Year                         | Wang Yibo                       | Перемога  | [ 24 ]     |
| 2019 | Jinri Toutiao Awards Ceremony                                                     | Male Celebrity of the Year               | Wang Yibo                       | Номінація | [ 25 ]     |
| 2020 | Weibo Awards Ceremony                                                             | Hot Figure of the Year                   | Wang Yibo                       | Перемога  | [ 26 ]     |
| 2020 | Weibo Awards Ceremony                                                             | Weibo God                                | Wang Yibo                       | Перемога  | [ 27 ]     |
| 2020 | 27th ERC Chinese Top Ten Awards                                                   | Top Ten Songs                            | «Unrestrained» (with Xiao Zhan) | Перемога  | [ 28 ]     |
| 2020 | 30th China TV Golden Eagle Award                                                  | Best Original Soundtrack                 | «Burning Adventure»             | Номінація | [ 29 ]     |
| 2020 | 30th China TV Golden Eagle Award                                                  | Audience's Choice for Actor              | Gank Your Heart                 | Перемога  | [ 29 ]     |
| 2020 | Sohu Annual Fashion Festival Award 2020                                           | Charming Man of the Year                 | Wang Yibo                       | Перемога  | [ 30 ]     |
| 2020 | iQiyi All-Star Carnival                                                           | Scream King                              | Wang Yibo                       | Перемога  | [ 31 ]     |
| 2020 | Tencent Video All Star Awards 2020                                                | VIP Star                                 | Wang Yibo                       | Перемога  | [ 32 ]     |
| 2020 | Tencent Video All Star Awards 2020                                                | All Rounder Artist of the Year           | Wang Yibo                       | Перемога  | [ 32 ]     |
| 2020 | Tencent Entertainment White Paper                                                 | Variety Star of The Year                 | Wang Yibo                       | Перемога  | [ 33 ]     |
| 2020 | QQ Annual Popular Movie OST Award                                                 | Most Powerful OST in Music & Film        | «First Rays»                    | Перемога  | [ 34 ]     |
| 2021 | Douyin Star Night 2021                                                            | Douyin God                               | Wang Yibo                       | Перемога  | [ 35 ]     |
| 2021 | Douyin Star Night 2021                                                            | All-Around Artist of the Year            | Wang Yibo                       | Перемога  | [ 35 ]     |
| 2021 | Hunan TV Award                                                                    | Best Staff                               | Wang Yibo                       | Перемога  | [ 36 ]     |
| 2021 | Hunan TV Award                                                                    | Artist of the Year                       | Wang Yibo                       | Перемога  | [ 36 ]     |
| 2021 | Weibo Awards Ceremony                                                             | Hot Figure of the Year                   | Wang Yibo                       | Перемога  | [ 37 ]     |
| 2021 | NetEase Indie Music Award                                                         | Best Selling Digital Single of 2019—2020 | «My Rules»                      | Перемога  | [ 38 ]     |
| 2021 | Weibo Starlight Awards 2021                                                       | Most Popular Artist among Overseas Fans  | Wang Yibo                       | Перемога  | [ 39 ]     |
| 2021 | Weibo TV Series Awards                                                            | Most Popular Actor                       | Legend Of Fei                   | Перемога  | [джерело?] |
| 2022 | Weibo Night Awards                                                                | Breakthrough Filmmaker of the Year Award | Wang Yibo                       | Перемога  | [ 40 ]     |

### Списки
| Рік  | Видавець           | Список             | Місце    | Прим.  |
| ---- | ------------------ | ------------------ | -------- | ------ |
| 2019 | Forbes China       | Celebrity 100      | 71-ше    | [ 41 ] |
| 2019 | Forbes China       | 30 Under 30        | У списку | [ 42 ] |
| 2019 | Thailand Headlines | Person of the Year | У списку | [ 43 ] |
| 2020 | Forbes China       | Celebrity 100      | 9-те     | [ 44 ] |
| 2020 | Forbes Asia        | 100 Digital Stars  | У списку | [ 45 ] |
| 2021 | Forbes China       | Celebrity 100      | 2-ге     | [ 46 ] |